# Кироп, Пиус
Пиус Майо Кироп (англ. Pius Maiyo Kirop, род. 8 января 1990) — кенийский легкоатлет, бегун на длинные дистанции. На чемпионате мира по полумарафону 2012 года стал чемпионом в командном зачёте и занял 4-е место в личном первенстве.
На Берлинском полумарафоне 2012 года занял 4-е место с результатом 59.25. Победитель 10-мильного пробега в Тилбурге 2012 года с результатом 45.38.
Занял 7-е место на 10-километровом пробеге Sao Silvestre de Luanda 2012 года.
На Рас-эль-Хаймском полумарафоне 2013 года занял 10-е место с результатом 1:01.25. 6 апреля 2013 года занял 4-е место на Пражском полумарафоне — 1:00.18.